# 白宝石卷管螺
白宝石卷管螺（学名：Kuroshioturris albogemmata），是新腹足目卷管螺科Kuroshioturris的一种。主要分布于韩国、台湾，常栖息在泥沙质海底。